# Judo under sommer-OL 2016 – 78 kg (damer)
Kvindernes 78 kg konkurrence i judo under sommer-OL 2016 blev holdt på Carioca Arena 2 d. 11. august 2016.